# Christiana von Schleswig-Holstein-Sonderburg-Glücksburg

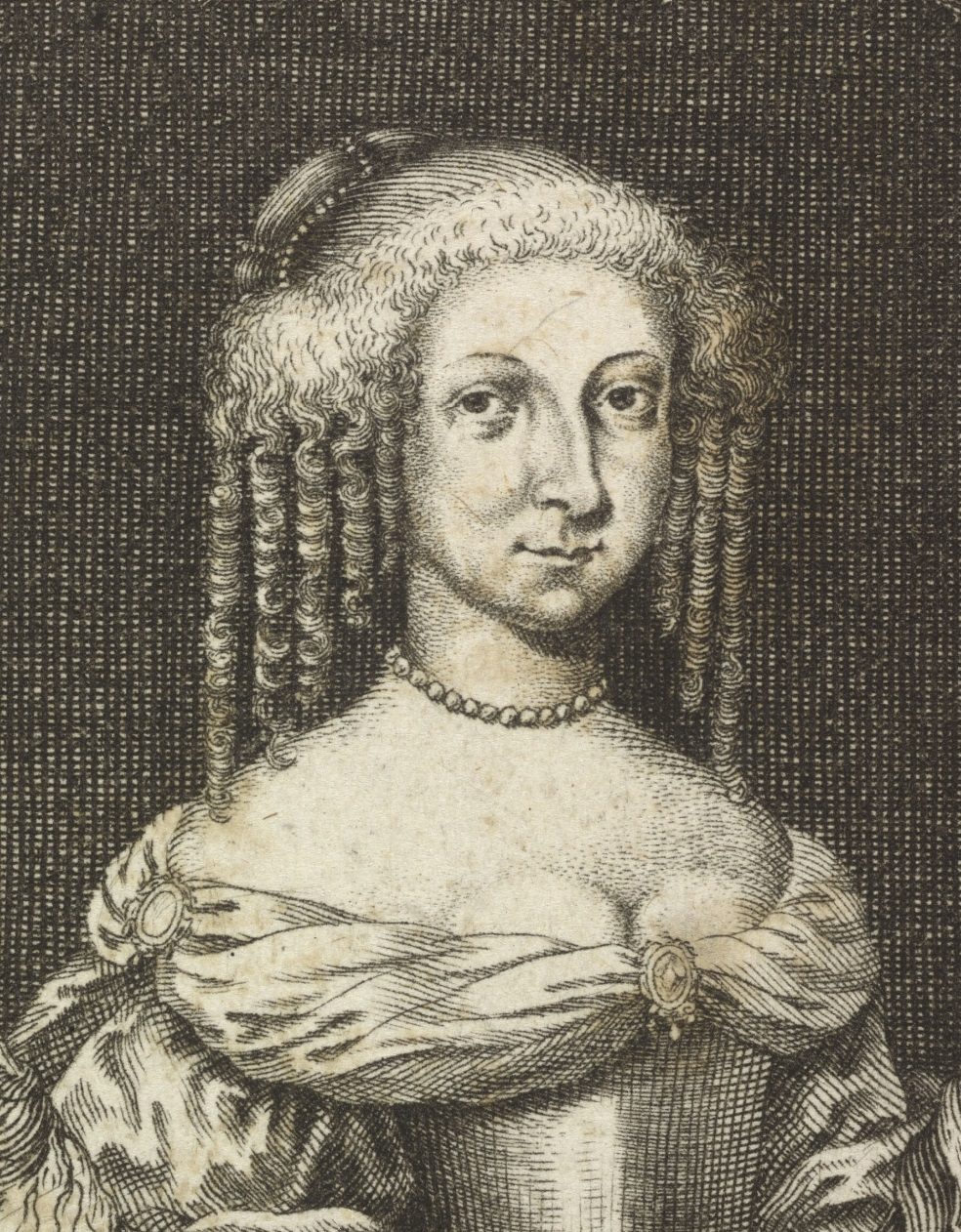
Christiana von Schleswig-Holstein-Sonderburg-Glücksburg

Christiana von Schleswig-Holstein-Sonderburg-Glücksburg (* 22. September 1634 in Kopenhagen; † 20. Mai 1701 im Schloss Delitzsch), oft auch Christiane genannt, war durch Heirat mit Christian I. von Sachsen-Merseburg ab 1657 Herzogin von Sachsen-Merseburg.

## Leben
Christiana kam als vierte Tochter, und damit als neuntes von 15 Kindern, des Herzogs Philipp von Schleswig-Holstein-Sonderburg-Glücksburg aus seiner Ehe mit Sophie Hedwig von Sachsen-Lauenburg in Kopenhagen zur Welt. Ausbildung und Erziehung erhielt sie bei der verwitweten und kinderlosen Kronprinzessin von Dänemark und Norwegen, Magdalena Sibylla von Sachsen, auf deren Witwensitz Schloss Nykøbing (Nykøbing auf Falster).
Im Alter von 16 Jahren heiratete sie am 19. November 1650 im Rahmen einer Doppelhochzeit im Dresdner Schloss Christian I. von Sachsen-Merseburg, den dritten Sohn des Kurfürsten Johann Georg I. von Sachsen und dessen zweiter Frau Magdalena Sibylle von Preußen. Gleichzeitig heiratete Christianas ältere Schwester Sophie Hedwig Christians jüngeren Bruder Moritz. Anlässlich der zwei Hochzeiten gab es in Dresden vier Wochen lang zahlreiche Hofballette, Turniere, Festzüge, Theateraufführungen und Feuerwerkspektakel.
Aus der Ehe Christianas und Christians I. gingen elf Kinder hervor:
- Magdalena Sophia (* 19. Oktober 1651 in Dresden; † 29. März 1675 in Merseburg), Prinzessin von Sachsen-Merseburg
- Johann Georg (* 4. Dezember 1652 in Merseburg; † 3. Januar 1654 in Merseburg), Erbprinz von Sachsen-Merseburg
- Christian II. (* 19. November 1653 in Merseburg; † 20. Oktober 1694 in Merseburg), Herzog von Sachsen-Merseburg ⚭ Erdmuth Dorothea von Sachsen-Zeitz
- August (* 15. Februar 1655 in Merseburg; † 27. März 1715 in Zörbig), Herzog von Sachsen-Merseburg-Zörbig ⚭ Hedwig Eleonore von Mecklenburg-Güstrow
- totgeborener Sohn (*/† 1. Februar 1656 in Merseburg), Prinz von Sachsen-Merseburg
- Philipp (* 26. Oktober 1657 in Merseburg; † 1. Juli 1690 in Fleurus), Herzog von Sachsen-Merseburg-Lauchstädt ⚭ (I) Eleonore Sophia von Sachsen-Weimar; ⚭ (II) Luise Elisabeth von Württemberg-Oels
- Christiane (* 1. Juni 1659 in Merseburg; † 13. März 1679 in Eisenberg), Prinzessin von Sachsen-Merseburg ⚭ Christian, Herzog von Sachsen-Eisenberg
- Sophie Hedwig (* 4. August 1660 in Merseburg; † 2. August 1686 in Saalfeld), Prinzessin von Sachsen-Merseburg ⚭ Johann Ernst, Herzog von Sachsen-Saalfeld
- Heinrich (* 2. September 1661 in Merseburg; † 28. Juli 1738 in Doberlug), Herzog von Sachsen-Merseburg-Spremberg (später von ganz Sachsen-Merseburg) ⚭ Elisabeth von Mecklenburg-Güstrow
- Moritz (* 29. Oktober 1662 in Merseburg; † 21. April 1664 in Merseburg), Prinz von Sachsen-Merseburg
- Sibylle Marie (* 28. Oktober 1667 in Merseburg; † 9. Oktober 1693 in Bernstadt), Prinzessin von Sachsen-Merseburg ⚭ Christian Ulrich I., Herzog von Württemberg-Oels-Bernstadt

Nach dem Tod ihres Mannes 1691 zog sich Christiana auf ihr Wittum in Delitzsch zurück, das sie 1688 im Austausch gegen das Schloss Sangerhausen als Leibgedinge erhalten hatte. Das Delitzscher Schloss war zuvor durch Umbauarbeiten zur Witwenresidenz umgestaltet worden, doch zum Zeitpunkt ihres Einzugs am 31. Mai 1692 waren die Arbeiten noch nicht vollständig beendet. So ließ Christiana den Barockgarten neben dem Schloss erst nach ihrem Einzug anlegen.